# Вуалехвост

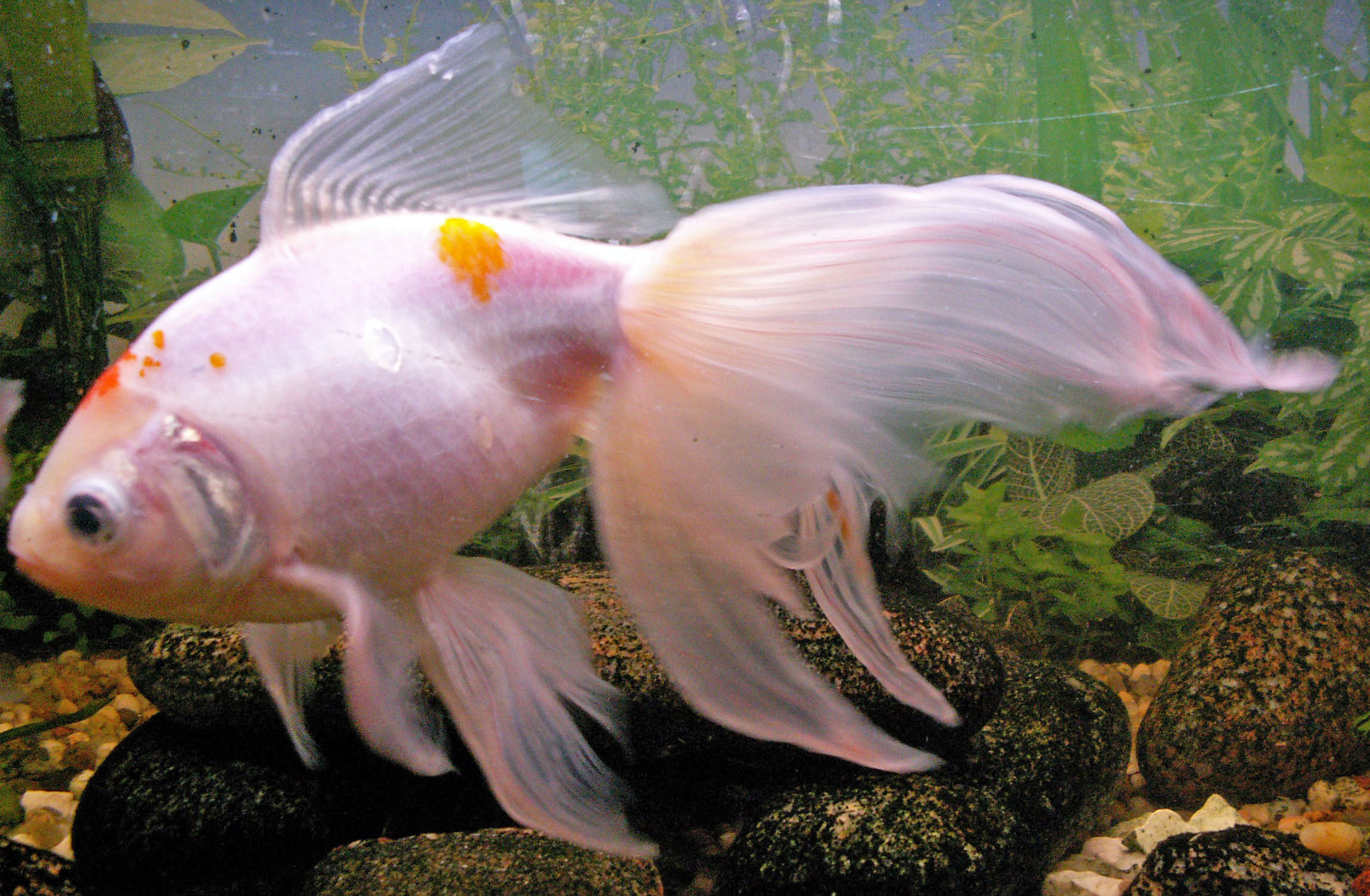
Вуалехвост (не селекционный)

Вуалехвост — одна из искусственно культивированных декоративных пород аквариумной «золотой рыбки» (лат. Carassius gibelio forma auratus (Bloch, 1782)), которая известна удлинёнными плавниками и более длинным, пышным вуалевым хвостом — по сравнению с другими представителями данного вида.

## История происхождения
Из исторических источников известно, что родина вуалехвоста (японское наименование рыб «рю: кин», «огики-рю: кин», и китайское — «я-тан-юй») — Япония, Иокогама. «Прародителем» вуалехвостов считается рюкин — и поныне существующая порода золотых рыбок, отличающаяся своеобразной формой тела: короткое, вздутое, с характерным «горбом» от головы до переднего луча спинного плавника. Селекционеры многократно отбирали из потомства и скрещивали рыб с наиболее выдающимися экстерьерными признаками с точки зрения плавников.
В России известно несколько вариаций вуалехвостов, которые завозились из Китая и Европы (в основном из Германии); методом селекции сформировались свои линии, которые продавались на рынках и в зоомагазинах. Ввиду того, что в России нет заводских производителей аквариумных рыб и растений, многие породы золотых рыбок теряют своё былое превосходство и исключительные формы, подменяясь западными: в основном — американскими. Можно сказать, что русские национальные линии вуалехвостов практически безвозвратно утеряны.
Американское название вуалехвоста было придумано Уильямом Т. Иннесом (англ.  William T. Innes) в 1890-х, когда Франклин Барретт (англ. Franklin Barrett) из Филадельфии — при разведении японских питомцев породы Рюкин, получил новые разновидности золотых рыбок с обрезанным хвостом. Это привело к созданию новой линии вуалехвостов, которые стали известны во всём мире как «филадельфийский вуалехвост», для которых были разработаны свои стандарты.
В настоящее время имеется два стандарта для вуалехвостов: классический, и, так называемой — вуальный или вуалевый: имеющие более пышный и свисающий хвостовой плавник в виде «ленты» и/или «вилки».

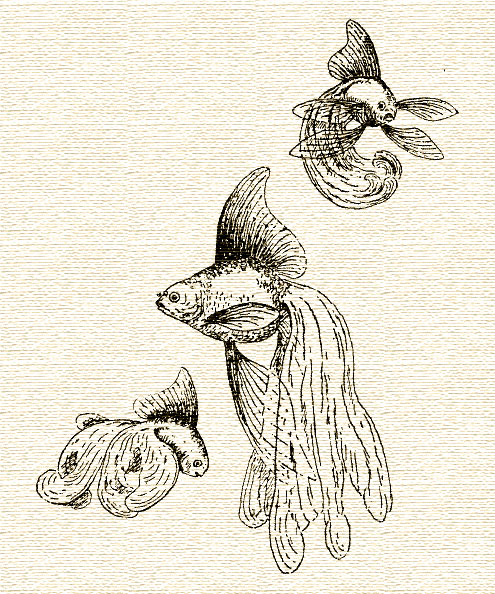
Вуалехвосты. Иллюстрация из книги Н. Ф. Золотницкого (1851—1920 гг) «Аквариум любителя»

### Интересный факт
В книге «Аквариум любителя», изданной в 1885 году, Николай Золотницкий писал, что самая красивая форма вуалехвоста встречается в США, куда были завезены рыбки из Японии — садов Микадо. Две пары вуалехвостов были подарены страстному любителю аквариума контр-адмиралу флота Соединённых Штатов Даниелю Аммену. По прибытии на родину, за пару этих вуалехвостов адмиралу было предложено несколько тысяч долларов (6000 рублей). За несколько лет Амменом было получено всего 140 голов приплода. Большинство из молоди попало в руки богатых и знатных лиц, один из которых посадил вуалехвостов в садки с обыкновенной золотой рыбкой и получил помеси, которые утратили свой первоначальный и оригинальный вид, а другие — получая приплод, уничтожали его из эгоизма. Этот вариетет был бы навсегда потерян, не попади две пары рыбок в руки искусного рыборазводчика Мулерта, которому удалось размножить их и поддержать тип данной породы в полнейшей чистоте. Вскоре число чистых производителей увеличилось за счёт новой покупки от известной в Нью-Йорке любительницы; однако цена на этих вуалехвостов до сих пор высока — от 100 до 150 долларов за пару и рыбы продаются по индивидуальному заказу.

## «Описание»
В соответствии с классическим описанием, данным  «Н. Ф. Золотницким» вуалехвост имеет «короткое яйцеобразное или шаровидное тело, профиль головы плавно переходит в профиль спины, все плавники очень длинные, тонкие, почти прозрачные; заднепроходный плавник двойной, хвостовой — необычайно длинный: иногда в 6 раз длиннее тела самой рыбки, очень широкий и такой тонкий и прозрачный, как какая-нибудь самая лёгкая газовая материя или дымка — словом, нечто такое воздушное, чего, не видя, трудно себе представить, имеет шлейфовидный вуалевый раздвоенный вид». Встречаются особенно ценные экземпляры у которых хвост состоит не из двух сросшихся плавников, а из трёх и даже четырёх, образуя глубокие складки и спадая низ наподобие роскошной вуали. Угол между верхними и нижними лопастями хвостового оперения ленточного вуалехвоста — около 90º, или все лопасти равны — как у юбочного. Прямостоячий спинной плавник равен 1/2 — 3/4 от высоты тела — у ленточного вуалехвоста, и выше — у юбочного. Остальные плавники парные, сильно удлинённые, со слегка заострёнными оконечностями. Глаза немного больше обыкновенных, но отличаются замечательным разнообразием окраски радужины, которая может быть всех цветов, исключая только зелёного. Наиболее ценным при селекции вуалехвостов является именно длина и пышность их хвостового плавника при шаровидности тела (в отличие от тела кометы). Спинной плавник стоит вертикально и его передние лучи по длине равны высоте тела. Передние лучи брюшных плавников такого же размера. Анальный и хвостовой плавники раздвоенные, причём хвостовой почти равен длине тела.

### Размер
Размер рыбки — до 20 см.

### Окрас
Окрас варьирует: особо ценятся экземпляры с участками ярко-красного и белого до светло-кремового цвета. Чаще всего встречаются вуалехвосты с тёмно-красной киноварной спиной и такого же цвета боками, темно-золотым животом и так же окрашенными грудью и глазами. Другие имеют бока, грудь, живот и соответствующие плавники шарлаховые, а спину молочно-белого цвета. Иные сами совершенно белые, а плавники и хвост ярко-красные или наоборот. Третьи покрыты, как жемчугом, розовато-красными крапинами, а глаза светло-голубые; четвёртые все как есть белые, а одни глаза большие, ярко-красные, пурпуровые. Бывают совершенно чёрные, но они крайне редки.

### Поведение
Поведение рыб спокойное и миролюбивое. Короткое тело и мягко спадающий большой хвостовой плавник не дают возможности вуалехвосту хорошо управлять своими движениями. Почему вуалехвосты медлительны в движениях и неустойчивы. Они постоянно роются в грунте в поисках пищи.

### Стандарты
Современные стандарты вуалевых рыб мало изменились по сравнению со стандартами начала века. К экспонируемым на выставках вуалехвостам предъявляются определённые требования: высота спинного плавника должна быть равна высоте корпуса, минимальное соотношение длины хвоста к длине корпуса равна 5/4, длина брюшных плавников — составлять 3/5 длины хвоста. Линия изгиба спины должна плавно переходить в линию хвоста, сам хвостовой плавник иметь вид шлейфа, изящно ниспадающего вниз. Спинной плавник, кроме достаточной высоты, должен обладать такой жёсткостью, чтобы рыбка могла постоянно держать его в развёрнутом виде.
В американской стандартизации любителей вуалехвостов указаны две самостоятельных породы (англ. Fringetail — отороченный или окаймлённый хвост, и, лат. Veiltail — вуалевый хвост). В русской — соответственно, «ленточный» и «юбочный» вуалехвосты.
Классический вуалехвост обладает ровным хвостовым плавником в форме «юбки». Хвосты в виде «вилки» или «ленты» появились много позже и в 80-е годы XX века уже превалировали среди разнообразия форм.

#### Ленточный вуалехвост
Тело удлинённое: соотношение высоты и длины тела от 1/2 до 5/8. Хвостовой плавник раздвоен и сильно удлинён — равен или длиннее размера тела, а угол между верхними и нижними лопастями — около 90º. Прямостоячий спинной плавник высокий: от 1/2 до 3/4 высоты тела. Остальные плавники парные, сильно удлинённые, слегка заострённые на концах. Глаза — слегка увеличены.

#### Юбочный вуалехвост
Тело очень короткое и более округлое — яйцеобразное и вздутое. Соотношение высоты к длине тела — от 5/8 до единицы. Хвостовой плавник раздвоенный и сильно удлинён — равен не менее 3/4 длины тела: чем длиннее хвост золотой рыбки, тем лучше; верхние и нижние лопасти представляют собой единое целое. Прямостоячий спинной плавник очень высокий и составляет не менее 3/4 высоты тела. Остальные плавники парные, сильно удлинённые, хорошо расправленные. Глаза — слегка увеличены.

#### Вариации
Вуалехвосты также делятся на чешуйчатых и бесчешуйчатых.
- Альбиносная форма рыбок.
- «Вуалехвост золотой» (золотистый) отличается сплошным золотистым цветом (от желтовато-красного до чисто красного оттенков тела).
- Ситцевый вуалехвост отличается пёстрой окраской в виде чередования пятен на теле.[3]
- Вуалехвост чёрный встречаются намного реже и больше ценятся.
- Вуалевый телескоп

## Условия содержания и размножения
Вуалехвостов содержат при:
- Жёсткость воды (gH) до 20°;
- Кислотность воды (pH) 6,5-8,0;
- Температура (t) 12-28 °C.

Требовательны к высокому содержанию кислорода в воде. Можно содержать в стае с другими спокойными рыбами. Не желательно содержать вуалехвостов с харациновыми рыбами, которые трепят и обрывают их плавники.

### Кормление
К кормам неприхотливы и всеядны: едят как живую, так и растительную пищу, а также сухие корма.

### Размножение
Половозрелость вуалехвостов и возможность их размножения наступает через год после вылупления мальков из икринок. Готовый к нересту самец золотой рыбки имеет характерные отличия: пилу на первом луче передней пары грудных плавников в виде ряда зазубрин и на жаберных крышках появляются бородавочки, обычно величиной с крупинки манной крупы. Самка, созревшая и готовая к метке, имеет толстый, набитый икрой живот. Если смотреть на неё сверху, то заметно искривление корпуса рыбки, вызванное присутствием икры. Возникшее искривление часто остаётся и после икрометания. Подготовка к нересту аналогична описанной для других карповидных: нерестовик обустраивается в центре 100—150 литрового аквариума с нерестовой решёткой, одним или двумя распылителями и пучком мелколиственных растений в центре. На одну самку 2-х самцов. Плодовитость от 2 до 10 тыс. икринок. Личинка выходит через 2 суток. На 5-й день мальки начинают плавать. Кормление мальков — коловраткой.
Для разведения:
- Показатели жёсткости воды (gH) 8-15°;
- Кислотность воды (pH) 7,0-8,0;
- Температура (t) 22-28 °C.

### Сложности
Особенности строения и формы тела, полученного путём селекции при искусственном отборе, привели к стеснению и перемещению внутренних органов вуалехвоста. Представители этой породы золотой рыбки более подвержены различным заболеваниям, и продолжительность их жизни значительно меньше, чем у длиннотелых разновидностей.
В потомстве часто встречаются мальки с одинарным или нераздвоенным хвостовым и/или анальным плавниками. Бывает, что хвостовой плавник закручен назад. Такие рыбки более живучи и активны в движениях, однако — бракуются, и, некоторые — из наиболее интересных, могут использоваться для выведения новых пород.

## В аквариумистике и прудовом хозяйстве
Рыбка подходит для содержания в холодноводном аквариуме с большим пространством для свободного плавания. Красива в оранжереях. Благодаря выносливости породы, её можно содержать в декоративном пруду на улице. Предпочитает сообщество себе подобных, яркий свет и обилие свободного пространства. Эффективная фильтрация и регулярная подмена воды. При оформлении водоёма рекомендуется использовать сыпучий мелкофракционный грунт, камни, коряги, живые или пластиковые растения, в том числе плавающие. При оформлении необходимо избегать применение предметов с острыми гранями и краями, за которые вуалевые разновидности рыбок могут пораниться во время плавания и, зацепившись — оборвать плавники.